# Nationaal park Gargano
Nationaal park Gargano (Italiaans: Parco nazionale del Gargano) is een nationaal park in Italië, gesticht in 1991. het is gelegen in de regio Puglia, op het schiereiland Gargano in de (provincie Foggia) en heeft een omvang van 121.118,00 ha.

## Natuur en landschap
Het park omvat een grote verscheidenheid aan milieutypen: rotskusten, graslanden, maquis, valleien en verschillende typen bossen. Het park is echter vooral van belang vanwege de 'wetlands', waterrijke milieus zoals moerassige vegetaties, brongebieden, riviermonden en meren. Deze vormen het leefmilieu voor veel diersoorten, en zijn onder meer van groot belang voor trekvogels. In het park liggen de naamgevende berg Monte Gargano, de Tremitische Eilanden en ook het bosreservaat Foresta Umbra, dat sinds 2017 deel uitmaakt van het Unesco-Werelderfgoed Oude en voorhistorische beukenbossen van de Karpaten en andere regio's van Europa (en sinds 2021 de bosgebieden Pavari-Sfilzi en Falascone).

## Flora en fauna
Bijzonder aan de fauna zijn de spechtensoorten, de grote bonte specht, de middelste bonte specht , de kleine bonte specht en vooral de witrugspecht. Ook het ree komt voor.. Wat de flora aangaat is het aantal van 56 soorten orchideen uitzonderlijk groot voor een gebied van deze omvang.

## Afbeeldingen

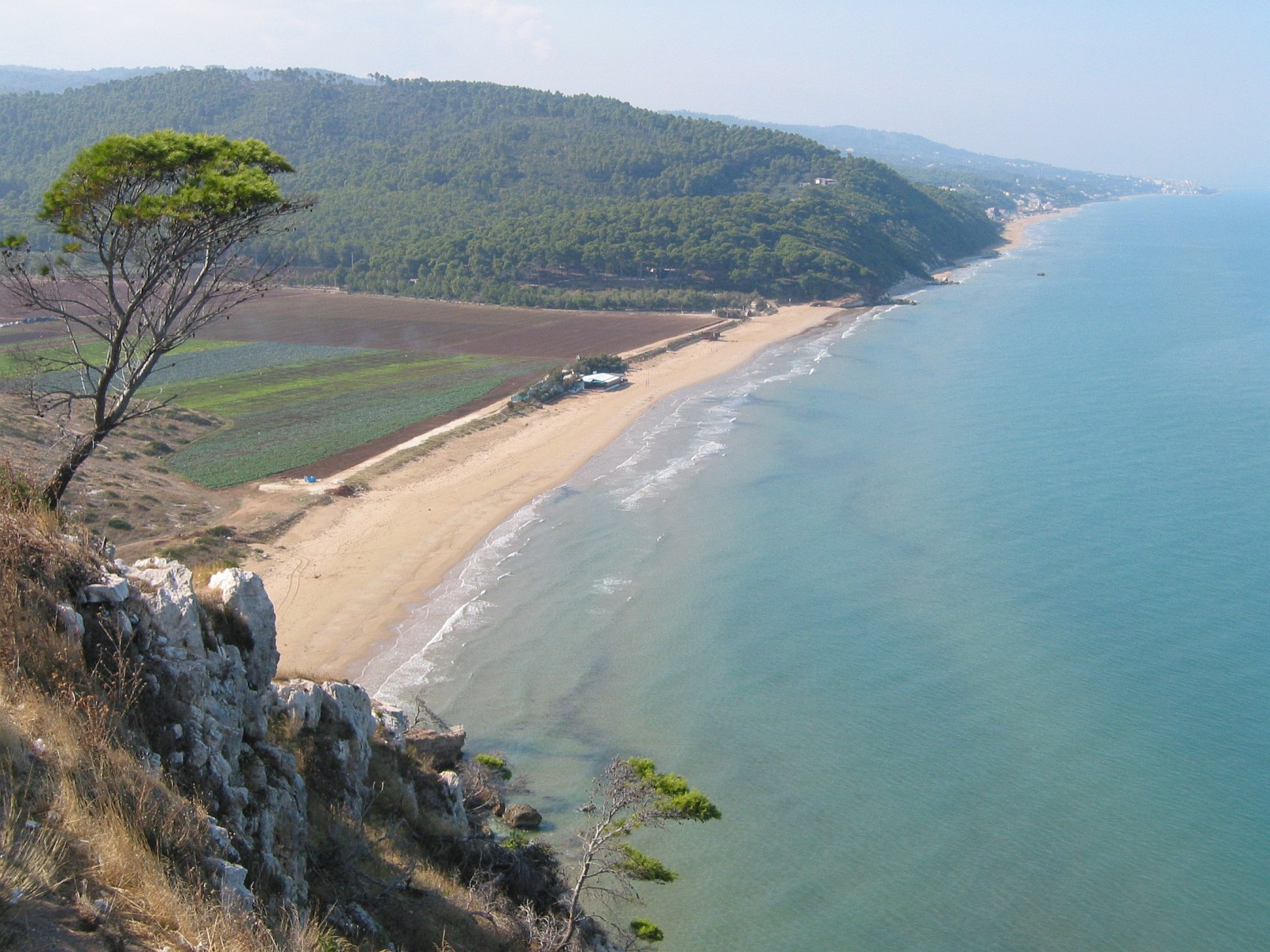
Piana di Calenella
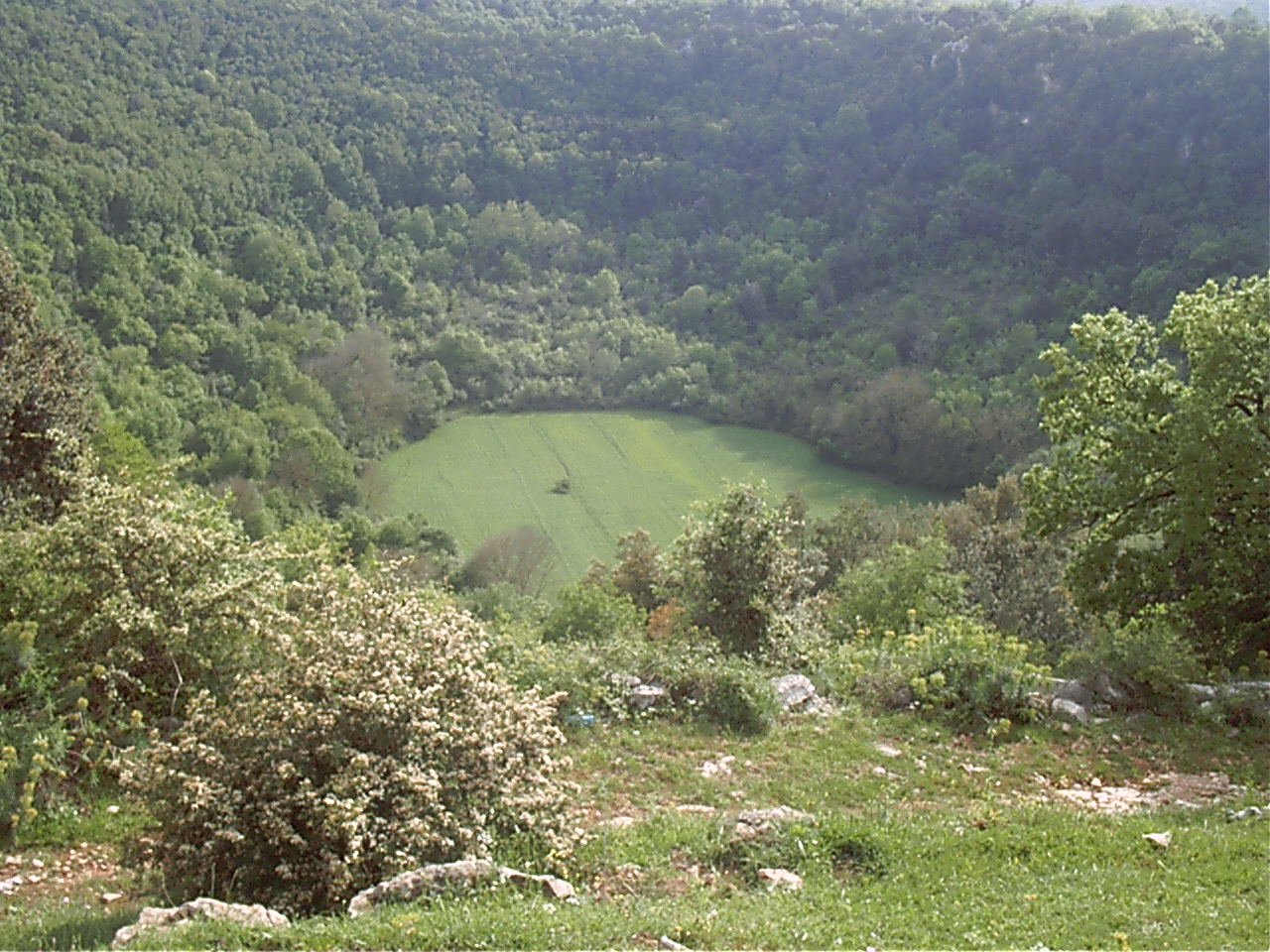
Dolina Pozzatina
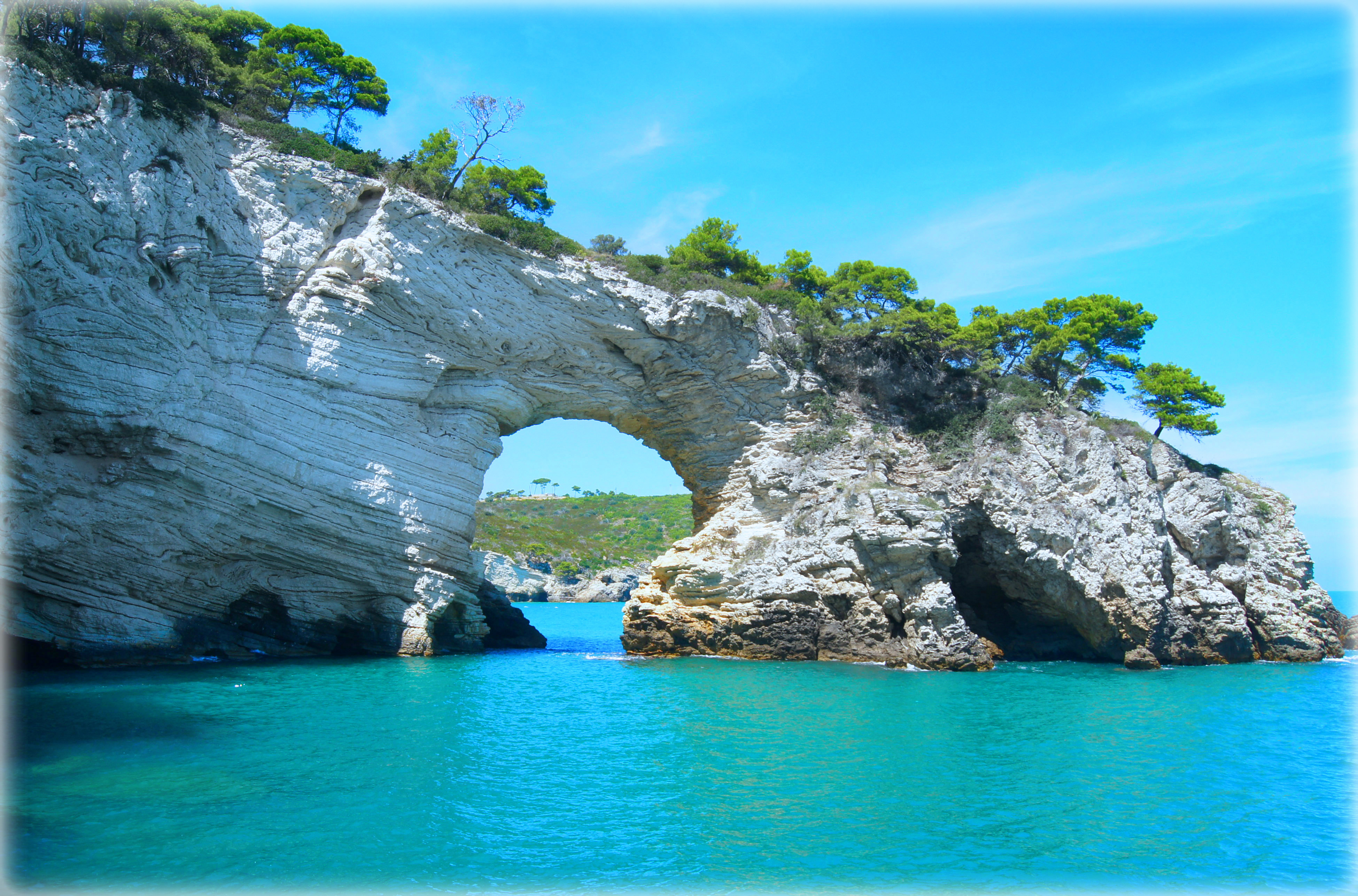
Architello del Gargano, Vieste
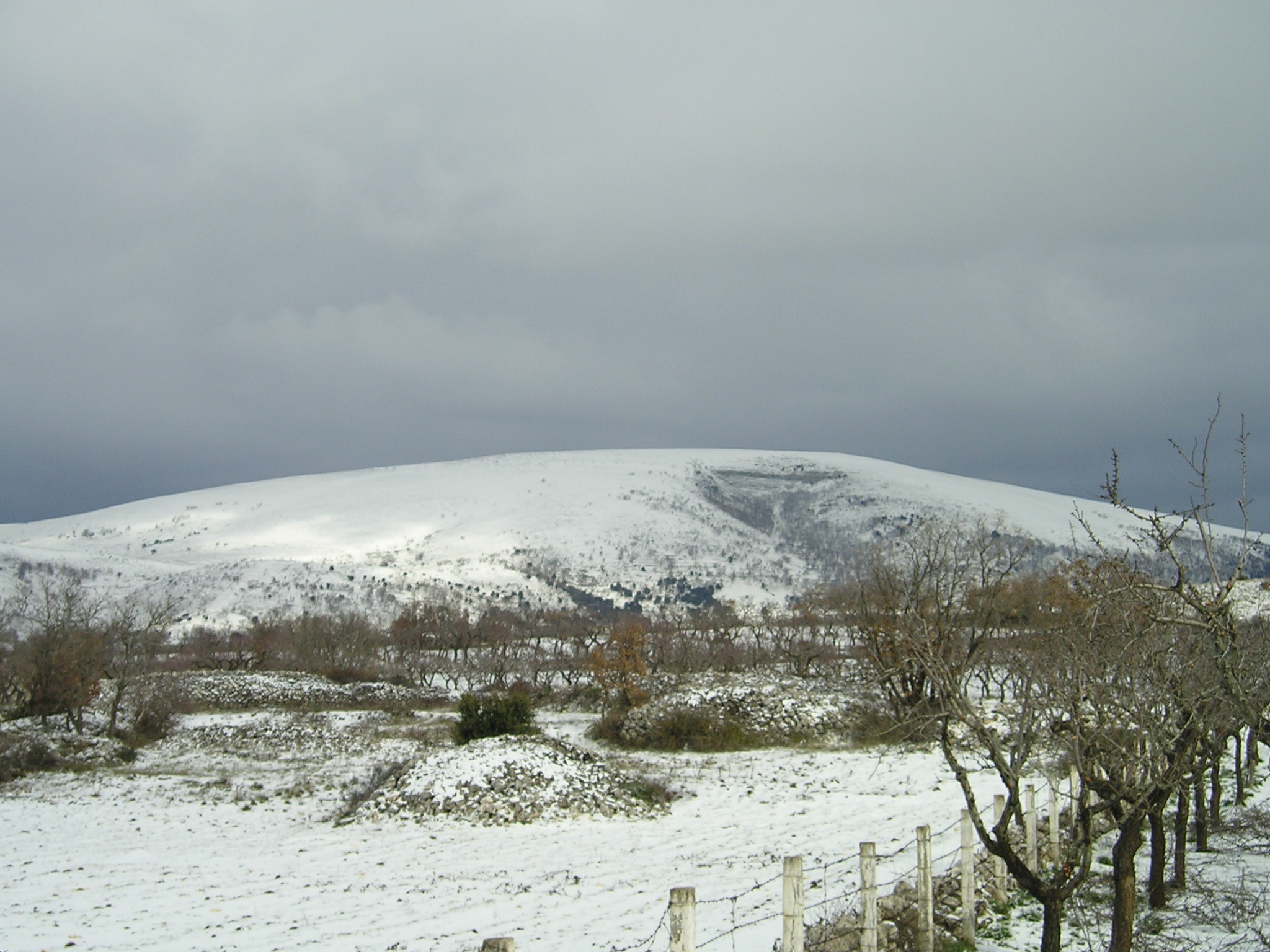
Monte Calvo